# Щеглово (присілок, Ленінградська область)
Щеглово (рос. Щеглово) — присілок у Всеволожському районі Ленінградської області Російської Федерації.
Населення становить 170 осіб. Належить до муніципального утворення Щегловське сільське поселення.

## Історія
Від 1 серпня 1927 року належить до Ленінградської області.

## Населення
| 2007 | 2010 | 2012 | 2017 |
| ---- | ---- | ---- | ---- |
| 140  | ↗304 | ↘166 | ↗170 |